# Luc Ponette
Luc Ponette, né le 7 juin 1938 à Renaix, (Flandre-Orientale), et mort le 18 novembre 2019 dans le 10e arrondissement de Paris, est un acteur, producteur de radio et réalisateur français d'origine belge.

## Biographie

### Parcours
Luc Marie Germain René Octave Ponette est le fils d'un médecin grand amateur d'art, Paul Ponette (né à Renaix en 1907 ; inhumé à Schaerbeek en 1973), et de Fernande Lammens, fille d'un industriel gantois. Au sortir de la guerre, en ces temps troublés de l'épuration, sa famille quitte Renaix en 1945 et s'installe par prudence à Bruxelles, et plus précisément au n° 5 de la rue Gachard à Ixelles à partir de 1946. En effet, son père Paul Ponette, frère du SS Maurice Ponette, avait lors de l'exercice de sa fonction de médecin, mis sous pression la femme gravement malade d'un dirigeant d'une organisation de Résistance (Réseau Socrate), et par là, il semble qu'à la suite de cette action, de nombreux Résistants renaisiens furent déportés à Buchenwald et à Neuengamme d'où ils ne revinrent pas. Pour ses agissements, Paul Ponette fut condamné en 1948 à 15 ans de travaux forcés et à la privation définitive de ses droits civiques.   
A Bruxelles, Luc Ponette suit ses études secondaires au collège Saint Boniface. Après deux années d'études de lettres, il sort premier de la première promotion de l'Institut des arts de diffusion (IAD), section acteur, en 1962.
Il débute au Théâtre national de Belgique où il crée le rôle principal de la première pièce d'Arnold Wesker traduite en français : Chips with everything (Nous ferons de vous des hommes) mis en scène par Jean-Claude Huens ; il y interprète également Hippolyte dans Phèdre sous la direction de Julien Bertheau. Au Rideau de Bruxelles, il joue, entre autres, Rodolfo dans « Vu du Pont » d'Arthur Miller mis en scène de Pierre Laroche. Il interprète, en 1965, Rodrigue du Cid dirigé par Maurice Sevenant au Théâtre de l'Alliance.
En 1966, il s'installe à Paris. Après quelques films pour la télévision et le cinéma dont Mira de Fons Rademakers, présenté à la sélection officielle du Festival de Cannes 1971 et Les Assassins de l'ordre de Marcel Carné, avec Jacques Brel, il est engagé par Roger Planchon au Théâtre national populaire (TNP de Villeurbanne) pour interpréter Valère dans Le Tartuffe créé à Buenos Aires en 1973 et dont la tournée s'achève à Osaka en 1979.
Après avoir délaissé son métier d'acteur, il travaille comme producteur indépendant de 1993 à 2007 à France Culture où il réalise des émissions dans le cadre de « Une vie, une œuvre », « Ciné Club », « À voix nue », « La matinée des autres », « Surpris par la nuit »...
En 2013, il réalise le film Eugène Gabritschevsky, le vertige de l'ombre, produit par Zeugma films.

### Mort
Il meurt le 18 novembre 2019 à Paris (10e arrondissement).

## Filmographie

### Cinéma
- 1971 : Les Assassins de l'ordre : Maître Rivette
- 1971 : Mira de Fons Rademakers : Maurice Rondeau, l'ingénieur
- 1971 : Toilettes pour le bal
- 1977 : L'Homme pressé
- 1981 : Asphalte
- 1983 : La vie est un roman
- 1988 : De bruit et de fureur : le sous-directeur de l'école
- 2000 : Les Savates du bon Dieu : le président du tribunal

### Télévision
- 1962 : Mimo Bus (téléfilm)
- 1967 : La Marseillaise de Rude (téléfilm)
- 1971 : L'Heure éblouissante (téléfilm)
- 1973 : Le Jeune Fabre (feuilleton) : Bidinger
- 1973 : Lucien Leuwen : le sous-officier Gobin (mini-feuilletons)
- 1978 : Mazarin (mini-feuilletons)
- 1978 : La Vie comme ça de Jean-Claude Brisseau (téléfilm)
- 1979 : Un juge, un flic (épisode Mort en stock) : Julien Callot
- 1983 : Les Chardons de la colline (téléfilm)
- 1984 : Un homme va être assassiné (téléfilm) : Michel
- 1986 : Opération Condor (feuilleton) : Michel
- 2007 : Tropiques amers (mini-feuilletons) : Christian de Chabot

## Émissions diffusées sur France Culture
- 1993 : Profils Perdus : Asger Jorn
- 1995 : Nuits Magnétiques : La Cinémathèque de Belgique
- 1997 : Les Mardis du Cinéma : Pickpocket
- 1997 : Ciné Club : Le Guépard
  - 1998 : Contrechamp féminin de la Nouvelle Vague
  - 1998 : La Prisonnière du désert
  - 1998 : Léo McCarey
  - 1998 : Les Amants de la nuit
  - 1999 : Jean-Claude Brisseau, cinéaste.
- 1995 : Une Vie Une Œuvre : Georges Seurat
  - 1996 : Francisco Goya
  - 1999 : Max Ernst
  - 2001 : Nicolas de Staël
  - 2001 : Edgar Degas
  - 2002 : Satyajit Ray
  - 2003 : Lucio Fontana
  - 2003 : Jérôme Bosch
  - 2004 : Francis Bebey
  - 2004 : Véronèse
  - 2005 : Lucas Cranach
  - 2005 : Frans Hals
  - 2005 : Pierre Bruegel l'Ancien
  - 2005 : Rogier Van der Weyden
  - 2006 : Edvard Munch
  - 2006 : Raphaël
  - 2006 : Hans Memling
  - 2006 : Diego Velázquez
  - 2006 : Utamaro
  - 2007 : Shitao
  - 2007 : Thierry Bouts
  - 2007 : Ahmadou Kourouma
- 2000 : Les Chemins de la Connaissance : La Restauration des œuvres d'art
  - 2001 : Des Expressionnistes
- 2001 : La Matinée des Autres : Le Monde de l'élevage des taureaux de combat
  - 2001 : Au Cœur du quartier tamoul de Paris
  - 2002 : Vu d'ici... le Japon
- 2001 : Surpris par la Nuit : Le Vertige de l'ombre
  - 2002 : Éclats de miroirs
  - 2003 : ... Avec le peintre Gérard Traquandi
  - 2007 : Flâner au milieu des livres de fêtes
- 2002 : Grille d'été : Le chemin de Sotigui Kouyate, improbable nomade
- 2006 : A Voix Nue : Avec Michaël Lonsdale.